# الحرب الروسية السويدية (1590-1595)

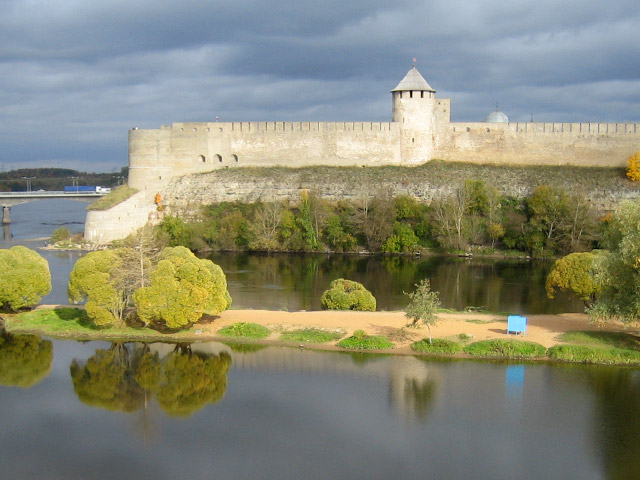

الحرب الروسية السويدية 1590-1595، اندلعت بتحريض من بوريس غودونوف أملا في الاستيلاء على أراضي دوقية استونيا على طول خليج فنلندا والعائدة إلى السويد منذ الحرب الليفونية السابقة.